# Geografija Švedske
Švedska je država v severni Evropi na Skandinavskem polotoku. Na zahodu meji na Norveško (ki je ena od švedskih sosed zunaj EU), na severovzhodu na Finsko, na jugu in vzhodu pa na Baltsko morje in Botniški zaliv. Švedska je s površino 450.295 km2 največja država v severni Evropi, peta največja v Evropi in 55. največja država na svetu.
Švedska ima na vzhodu 3218 km dolgo obalo, na zahodni meji pa Skandinavsko gorovje (Skanderna), ki jo ločuje od Norveške. Morske meje ima z Dansko, Nemčijo, Poljsko, Rusijo (še ena soseda zunaj EU), Litvo, Latvijo in Estonijo, z Dansko (jugozahod) pa jo povezuje Øresundski most. Ima izključno ekonomsko cono, veliko 160.885 km2.

## Površje
Velik del Švedske je gosto gozdnat, saj je 69 % države gozdov in gozdnatih površin, kmetijska zemljišča pa predstavljajo le 8 % rabe zemljišč. Švedska obsega 39.960 km2 vodne površine, kar predstavlja približno 95.700 jezer. Jezera se včasih uporabljajo za hidroelektrarne, zlasti velike severne reke in jezera.
Večino severne in zahodne osrednje Švedske sestavljajo obsežna območja hribovitega in goratega zemljišča, imenovanega Norrland. Z juga prehod v Norrland ni viden le v reliefu, temveč tudi v širokih in sosednjih borealnih gozdovih, ki se raztezajo severno od njega, pri čemer sta najpogostejša tipa tal til in šota.
Južno od Norrlanda leži osrednješvedsko nižavje, ki tvori širok pas, ki se razteza v smeri vzhod-zahod od Göteborga do Stockholma. To je tradicionalno središče Švedske zaradi velikega števila prebivalcev in kmetijskih virov. Regija tvori pas rodovitnih tal, primernih za kmetijstvo, ki prekinja gozdnata in preorana zemljišča na severu in jugu. Pred širitvijo kmetijstva so bila ta rodovitna tla prekrita z listnatim gozdom, kjer so rasli javorji, hrasti, jeseni, drobnolistna lipa in navadna leska. Vendar pa osrednješvedsko nižavje vsebuje tudi tla slabe kakovosti, zlasti v hribih, kjer na tankih tleh rasteta rdeči bor in smreka. Poleg kmetijstva ima regija koristi tudi od bližine hidroelektrarn, gozdov in mineralnih virov. Štiri največja švedska jezera, Vänern, Vättern, Mälaren in Hjälmaren, ležijo v nižavju.
Južno od osrednješvedskega nižavja leži južnošvedsko višavje, ki je, razen pomanjkanja globokih dolin, podobno terenu Norrlanda, ki ga najdemo severneje na Švedskem. Najvišja točka višavja leži na 377 m. Slabe talne razmere so povzročile precejšnje težave za kmetijstvo v višavju, kar pomeni, da so sčasoma majhne industrije postale relativno pomembne v lokalnih gospodarstvih.
Najjužnejša Švedska ima raznoliko pokrajino z ravninami in hribovitim terenom. Značilna veriga podolgovatih hribov se razteza čez Skanijo od severozahoda proti jugovzhodu. Ti hribi so gorski vrhovi, ki so vzdolž cone Tornquist. Nekateri gorski vrhovi so Hallandsåsen, Römelåsen in Söderåsen. Ravnine Skanije in Hallanda predstavljajo 10 % obdelanih zemljišč Švedske in so glavna kmetijska pokrajina države. Produktivnost je visoka v primerjavi s preostalo Švedsko in bolj podobna tisti v bolj južnoevropskih državah. Naravno rastlinje sestavljajo listnati gozdovi, čeprav so pogosti nasadi iglavcev. Južna Švedska ima največjo živalsko in rastlinsko raznolikost na Švedskem.
Dva največja otoka sta Gotland in Öland na jugovzhodu. Od preostale Švedske se razlikujeta po tem, da sta sestavljena iz apnenca in laporja z alvarsko vegetacijo, prilagojeno apnenčastim tlom otoka. Gotland in Öland imata reliefne oblike, ki so redke ali pa jih v celinski Švedski ni. Sem spadajo aktivne pečine, ki jih vidimo na delih njunih zahodnih obal, morski stebri, imenovani rauki in veliki jamski sistemi.

## Upravna delitev

### Regije
Švedska ima 25 regij landskap, ki temeljijo na kulturi, geografiji in zgodovini: Bohuslän, Blekinge, Dalarna, Dalsland, Gotlandija, Gästrikland, Halland, Hälsingland, Härjedalen, Jämtland, Laponska, Medelpad, Norrbotten, Närke, Skåne, Småland, Södermanland, Uppland, Värmland, Västmanland, Västerbotten, Västergötland, Ångermanland, Öland in Östergötland.
Čeprav te regije nimajo političnega ali upravnega namena, igrajo pomembno vlogo pri samoidentifikaciji ljudi. Regije so običajno združene v tri velike pokrajine (landsdelar): 
- severna Norrland,
- osrednji Svealand in
- južni Gotlandija.

Redko poseljena pokrajina Norrland obsega skoraj 60 % države.

### Okrožja
Upravno je Švedska razdeljena na 21 okrožij ali län. V vsakem okrožju je okrožni upravni odbor ali länsstyrelse, ki ga imenuje nacionalna vlada.
V vsakem okrožju je tudi ločen okrožni svet ali regija (pred 1. januarjem 2020 imenovana landsting), ki je občinsko predstavništvo, ki ga imenujejo volivci okrožja.
- K = Župnija Blekinge
- W = okrožje Dalarna
- I = okrožje Gotland
- X = okrožje Gävleborg
- N = okrožje Halland
- Z = okrožje Jämtland
- F = okrožje Jönköping
- H = okrožje Kalmar
- G = okrožje Kronoberg
- BD = okrožje Norrbotten
- M = okrožje Skåne
- AB = okrožje Stockholm
- D = okrožje Södermanland
- C = okrožje Uppsala
- S = okrožje Värmland
- AC = okrožje Västerbotten
- Y = okrožje Västernorrland
- U = okrožje Västmanland
- O = okrožje Västra Götaland
- T = okrožje Örebro
- E = okrožje Östergötland

Prikazane črke so bile na registrskih tablicah vozil do leta 1973.

### Občine
Vsako okrožje je nadalje razdeljeno na občine ali kommuner, od ene (v okrožju Gotlandija) do devetinštiridesetih (v okrožju Västra Götaland). Skupno število občin je 290.
Severne občine so pogosto velike, vendar imajo majhno število prebivalcev – največja občina je Kiruna s površino, veliko kot tri južne regije na Švedskem (Skanija, Blekinge in Halland) skupaj, vendar ima le 25.000 prebivalcev, gostota pa je približno 1/km2.

## Prebivalstvo
Švedska ima od leta 2020 ob popisu 10.333.456 prebivalcev. Gorski sever je precej manj poseljen kot južne in osrednje regije, deloma zato, ker poletno obdobje na jugu traja dlje in tam so se prvotno vzpostavile uspešnejše kmetijske panoge. Drug zgodovinski razlog naj bi bila zaželena bližina ključnih trgovskih poti in partnerjev v celinski Evropi, npr. Nemčiji. Posledično je vseh sedem urbanih območij na Švedskem s 100.000 ali več prebivalci  v južni polovici države.

## Mesta
Mesta in kraji na Švedskem niso niti politične niti upravne enote; temveč so naselja ali urbana območja, neodvisna od občinskih podrazdelkov. Največje mesto po številu prebivalcev je glavno mesto Stockholm na vzhodu, prevladujoče mesto za kulturo in medije, z 1.250.000 prebivalci. Drugo največje mesto je Göteborg s 510.500 prebivalci na zahodu. Tretje največje mesto je Malmö na jugu z 258.000 prebivalci. Največje mesto na severu je Umeå s 76.000 prebivalci.

## Naravni viri
Švedski naravni viri vključujejo baker, zlato, hidroenergija, železova ruda, svinec, srebro, les, uran in cink.

## Okolje
Kisli dež je postal problem, ker poškoduje tla in jezera ter onesnažuje Severno in Baltsko morje. Model hidrološkega transporta HBV je bil uporabljen za analizo izpusta hranil v Baltsko morje iz pritočnih porečij.

### Podnebje
Večina Švedske ima kljub severni zemljepisni širini zmerno podnebje s štirimi izrazitimi letnimi časi in blagimi temperaturami skozi vse leto. Zima na skrajnem jugu je običajno šibka in se kaže le v nekaj krajših obdobjih s snegom in temperaturami pod ničlo, jesen se tam lahko spremeni v pomlad brez izrazitega zimskega obdobja. Severni deli države imajo subarktično podnebje, osrednji deli pa vlažno celinsko podnebje. Obalni jug lahko opredelimo kot vlažno celinsko podnebje z izotermo 0 °C ali oceansko podnebje z izotermo –3 °C.
Zaradi povečane pomorske zmernosti na jugu polotoka so poletne razlike med obalami najjužnejše in najsevernejše regije približno 2 °C poleti in 10 °C pozimi. To se še poveča, če primerjamo območja v severni notranjosti, kjer je zimska razlika na skrajnem severu po vsej državi približno 15 °C. Najtoplejša poletja so običajno v dolini Mälaren okoli Stockholma zaradi obsežne kopenske mase, ki julija ščiti bližnjevzhodno obalo pred atlantskimi sistemi nizkega zračnega tlaka v primerjavi z jugom in zahodom. Dnevne najvišje temperature v švedskih občinskih središčih se gibljejo od 19 °C do 24 °C v juliju in od -9 °C do 3 °C v januarju. Na hladnejše temperature vpliva višja nadmorska višina v severni notranjosti. Namesto tega se na morski gladini najhladnejše povprečne najvišje temperature gibljejo od 21 °C do -6 °C. Zaradi milih poletij ima arktična regija Norrbotten nekaj najsevernejšega kmetijstva na svetu.
Švedska je veliko toplejša in bolj suha kot drugi kraji na podobni zemljepisni širini in celo nekoliko južneje, predvsem zaradi kombinacije Zalivskega toka in splošnega zahodnega vetrovnega odnašanja, ki ga povzroča smer vrtenja planeta Zemlja. Zahodne celinske obale (kamor spada celotna Skandinavija kot najzahodnejši del evrazijske celine) so opazno toplejše od vzhodnih celinskih obal. Zaradi visoke zemljepisne širine Švedske se dolžina dnevne svetlobe zelo razlikuje. Severno od arktičnega kroga sonce nikoli ne zaide del vsakega poletja in nikoli ne vzide del vsake zime. V prestolnici Stockholmu dnevna svetloba traja več kot 18 ur konec junija, konec decembra pa le približno 6 ur. Švedska prejme letno med 1100 in 1900 sončnih ur.
Najvišja temperatura, kdaj koli zabeležena na Švedskem, je bila 38 °C v Målilla junija 1947, rekord, ki si ga deli z Ultuno v Upplandu. Najnižja temperatura, kdaj koli zabeležena, je bila −52,6 °C v Vuoggatjålmeju 2. februarja 1966. Na pričakovane temperature na Švedskem močno vpliva velika fenoskandijska kopenska masa, pa tudi celinska Evropa in zahodna Rusija, kar omogoča enostaven prenos vročega ali hladnega celinskega zraka na Švedsko. Zaradi tega so poletja na večini južnih območij Švedske toplejša kot skoraj povsod na bližnjih Britanskih otokih, temperature pa so celo enake tistim na celinski atlantski obali vse do juga, kot je severna Španija. Pozimi pa isti visokotlačni sistemi včasih spustijo celotno državo daleč pod ledišče. Zaradi Atlantika je švedsko celinsko podnebje nekoliko manj ostro kot podnebje bližnje Rusije. Čeprav se temperaturni vzorci med severom in jugom razlikujejo, je poletno podnebje presenetljivo podobno po vsej državi kljub velikim razlikam v zemljepisni širini. To je posledica dejstva, da jug obdaja večja vodna masa, širše Baltsko morje in atlantski zrak pa prehajata čez nižinska območja z jugozahoda.
Poleg tega, da Atlantik brez ledu prinaša morski zrak na Švedsko in blaži zime, je milost pojasnjena tudi s prevladujočimi sistemi nizkega zračnega tlaka, ki odlagajo zimo, pri čemer dolge noči na jugu države zaradi obilne oblačnosti pogosto ostanejo nad lediščem. Ko končno prebije zima, se dnevne ure hitro dvignejo, kar zagotavlja, da se dnevne temperature spomladi hitro dvignejo. Zaradi večjega števila jasnih noči so zmrzali še vedno pogoste precej daleč na jugu vse do aprila. Mrzle zime se pojavijo, ko so sistemi nizkega zračnega tlaka šibkejši. Primer tega je, da je bil najhladnejši mesec doslej (januar 1987) v Stockholmu tudi najsončnejši januarski mesec v zgodovini.
Relativna moč sistemov nizkega in visokega zračnega tlaka morskega in celinskega zraka določa tudi zelo spremenljiva poletja. Ko vroč celinski zrak doseže državo, dolgi dnevi in kratke noči pogosto prinesejo temperature do 30 °C ali več, tudi na obalnih območjih. Noči običajno ostanejo hladne, zlasti v notranjosti. Na obalnih območjih se lahko zaradi zmernega vpliva morja med toplejšimi poletji pojavijo tako imenovane tropske noči nad 20 °C. Poletja so lahko hladna, zlasti na severu države. Prehodni letni časi so običajno precej obsežni in štiriletno podnebje velja za večino švedskega ozemlja, razen v Skaniji, kjer v nekaterih letih ni meteorološke zime ali v visokih gorah Laponske, kjer obstajajo polarne mikroklime.
Večina Švedske v povprečju prejme med 500 in 800 mm padavin na leto, zaradi česar je precej bolj suha od svetovnega povprečja. Jugozahodni del države prejme več padavin, med 1000 in 1200 mm, nekatera gorska območja na severu pa naj bi prejela do 2000 mm. Kljub severnejšim legam južna in osrednja Švedska v nekaterih zimah skoraj nimata snega. Večina Švedske leži v padavinski senci Skandinavskega gorovja skozi Norveško in severozahodno Švedsko. Blokada hladnega in vlažnega zraka poleti, pa tudi večja kopenska masa, vodi do toplih in suhih poletij daleč na severu v državi, s precej toplimi poletji na obali Botnijskega zaliva na 65. stopinji zemljepisne širine, kar je na tako severnih obalah nezaslišano drugje po svetu.
Napoveduje se, da bo Barentsovo morje v prihodnjih zimah manj zamrznjeno in s tem postalo atlantizirano, zaradi česar bo dodatno izhlapevanje povečalo prihodnje snežne padavine na Švedskem in v večjem delu celinske Evrope.

## Ekstremne točke
Ekstremne točke Švedske vključujejo koordinate, ki so najbolj severno, južno, vzhodno in zahodno od Švedske, ter tiste, ki so na najvišji in najnižji nadmorski višini v državi. Za razliko od Norveške in Danske Švedska nima zunanjih ozemelj, ki bi jih lahko šteli bodisi znotraj bodisi zunaj države, odvisno od definicije, kar pomeni, da so skrajne točke Švedske nedvoumne.
Zemljepisna širina in dolžina sta izraženi v decimalnem stopinjskem zapisu, kjer se pozitivna vrednost zemljepisne širine nanaša na severno poloblo, negativna vrednost pa na južno poloblo. Poleg tega se negativna vrednost nadmorske višine nanaša na kopno pod morsko gladino. Koordinate, uporabljene v tem članku, izvirajo iz programa Google Earth, ki uporablja svetovni geodetski sistem (WGS) 84, geodetski referenčni sistem.

### Zemljepisna širina in dolžina
Najsevernejša točka Švedske je Treriksröset v regiji Laponska, kjer se stikajo meje Švedske, Norveške in Finske. Najbližje švedsko mesto temu območju je Kiruna, ki je najsevernejše mesto Švedske. Najjužnejša točka Švedske je v pristanišču ribiške vasi Smygehuk, blizu mesta Trelleborg, ki meji na Baltsko morje. Na pomolu pristanišča smerokaz prikazuje natančen položaj točke, pa tudi razdaljo do Treriksröseta, Stockholma, Berlina, Pariza in Moskve.
Najzahodnejša točka Švedske je na Stora Drammen, otočku v Skagerraku zunaj obale Bohusläna. Morske ptice in pristaniški tjulnji imajo kolonije na otočku, vendar ga ljudje ne naseljujejo. Najvzhodnejša točka Švedske je na Kataji, otočku južno od Haparande v Botniškem zalivu.ref name="atlas">»Svenskt ortnamnsregister« (v švedščini). Sverigeatlas.se. Arhivirano iz prvotnega spletišča dne 18. aprila 2013. Pridobljeno 28. oktobra 2008.</ref> Otoček je razdeljen med Švedsko in Finsko. Meja je bila določena leta 1809 po finski vojni med prej dvema otočkoma, švedskim z imenom Kataja in manjšim finskim z imenom Inakari. Od leta 1809 je postglacialni odboj povzročil padec morske gladine v regiji glede na gladino kopnega, kar je združilo oba otočka. Če štejemo samo celino, je Stensvik v Strömstadu najzahodnejša točka Švedske, Sundholmen v Haparandi pa najvzhodnejša točka.
| Smer           | Lokacija                                              | Regija     | Sosednja entiteta                   | Koordinate                                      | Ref                  |
| -------------- | ----------------------------------------------------- | ---------- | ----------------------------------- | ----------------------------------------------- | -------------------- |
| Sever          | Treriksröset, občina Kiruna                           | Laponska   | Troms, Norveška in Laponska, Finska | 69°03′36″N 20°32′55″E / 69.06°N 20.548611°E     | [ 25 ]               |
| Jug            | Smygehuk, občina Trelleborg                           | Skanija    | Baltsko morje                       | 55°20′13″N 13°21′34″E / 55.336944°N 13.359444°E | [ 26 ] [ 27 ]        |
| Zahod          | Stora Drammen, občina Strömstad                       | Bohuslän   | Skagerrak                           | 58°55′43″N 10°57′27″E / 58.928611°N 10.9575°E   | [ 28 ] [ 29 ]        |
| Zahod (celina) | Stensvik, Strömstad                                   | Bohuslän   | Skagerrak                           | 58°59′50″N 11°06′47″E / 58.997222°N 11.113056°E | [ 30 ] [ 31 ] [ 32 ] |
| Vzhod          | Finska meja na severni obali Kataja, občina Haparanda | Norrbotten | Botniški zaliv                      | 65°42′39″N 24°09′21″E / 65.710833°N 24.155833°E | [ 33 ] [ 34 ]        |
| Vzhod (celina) | Sundholmen, Haparanda                                 | Norrbotten | reka Torne in Botniški zaliv        | 65°48′54″N 24°09′02″E / 65.815°N 24.150556°E    | [ 35 ] [ 36 ] [ 37 ] |

### Nadmorska višina
Najvišja točka na Švedskem je severni vrh Kebnekaise, ki se dviga na 2097 metrih. Je v verigi Skandinavskega gorovja v regiji Laponska. Gora ima dva vrhova, od katerih je bil poledeneli južni do nedavnega najvišji, nad 2100 metri. Najvišji ledenik na južnem vrhu se je hitro skrčil; zato vrh ni tako visok kot prej. Leta 2008 je bil visok 2104 metre. Severni vrh, ki se dviga na 2097 metrih, je brez ledu. Druge točke primerljive višine v bližini Kebnekaiseja so Sarektjåkka na 2089 metrih in Kaskasatjåkka na 2076 metrih.
Najnižja točka Švedske, ki leži 2,41 metra pod morsko gladino, je v biosfernem rezervatu Kristianstads Vattenrike v mestu Kristianstad. Točka se nahaja na dnu nekdanjega zaliva Nosabyviken ob jezeru Hammarsjön. Zaliv je v 1860-ih izsušil inženir John Nun Milner, da bi za Kristianstad pridobil več obdelovalnih površin.
| Ekstremna točka                         | Ime                                         | Višina  | Lokacija             | Regija          | koordinate                                      | Opomba        |
| --------------------------------------- | ------------------------------------------- | ------- | -------------------- | --------------- | ----------------------------------------------- | ------------- |
| Najvišja                                | Kebnekaise                                  | 2097 m  | Skandinavsko gorovje | Laponska        | 67°54′00″N 18°31′00″E / 67.9°N 18.516667°E      | [ 39 ] [ 40 ] |
| Najnižja                                | biosferni rezervat Kristianstads Vattenrike | −2,41 m | Kristianstad         | Skanija (Skåne) | 56°01′18″N 14°10′44″E / 56.021581°N 14.178878°E | [ 41 ]        |
| Najgloblje jezero (od njegove površine) | Hornavan                                    | 221 m   | Arjeplog             | Norrbotten      |                                                 |               |